# Сумська обласна рада ІІ скликання
До Сумської обласної ради другого скликання було обрано депутатів і голову  на виборах, які відбулися 26 червня 1994 року. Це були перші місцеві вибори в Україні які проводились на основі закону України № 3996-XII від 24 лютого 1994 року «Про вибори депутатів і голів сільських, селищних, районних, міських, районних у містах, обласних Рад». З моменту утворення Сумської області (10 січня 1939 року) це двадцять друге скликання обласної ради, а після припинення існування Радянського Союзу та проголошення Верховною Радою УРСР 24 серпня 1991 року незалежності України — це фактично друге скликання. Серед обраних депутатів обласної ради: 9 висунуто політичними партіями, 4 — громадськими організаціями, 37 — трудовими колективами, 8  —зборами виборців. За належністю до партій: 8 — членів Комуністичної, 3 — Соціалістичної, 2 —  Селянської партій. Позапартійних депутатів — 45. З вищою освітою 55 депутатів. Серед них інженерів різних галузей народного господарства — 21, агрономів — 14, економістів — 5, працівників охорони здоров'я — 5, освіти і культури — 7, юрист — 1. 49 керівних працівників, у тому числі: 12 —  голови районних і міських Рад. У числі народних обранців — 19 депутатів минулого скликання. У п’яти виборчих округах депутатами обрані жінки. Вперше на прямих виборах обрано головою обласної Ради Єпіфанова Анатолія Олександровича. Засідання першої сесії відбулось 21.07.1994 року. Обрано склад виконавчого комітету обласної Ради у складі: Єпіфанов Анатолій Олександрович  —голова обласної Ради народних депутатів, голова виконавчого комітету, Шевченко Володимир Антонович —  заступник голови виконавчого комітету обласної Ради, Царенко Олександр Михайлович — заступник голови обласної Ради, Кержаков Валерій Іванович — президент обласної асоціації промисловості, будівництва, транспорту, зв’язку, Губський Володимир Борисович — заступник глави обласної державної адміністрації, Мартиненко Олександр Данилович — заступник глави обласної державної адміністрації, Соколов Микола Олександрович — секретар обласної державної адміністрації, Берфман Марк Абрамович — начальник управління капітального будівництва обласної державної адміністрації, Лаврик Василь Іванович — заступник глави обласної державної адміністрації, Добровольський Юрій Володимирович — керівник секретаріату обласної Ради, Лузан Віктор Павлович — начальник управління внутрішніх справ області, Скляр Валентин Васильович — обласний військовий комісар, Панченко Володимир Васильович — директор Сумської взуттєвої фабрики, Андронов Олександр Миколайович — голова Сумської міської Ради, В’юн Василь Іванович — голова колективного сільськогосподарського підприємства "Червоний лан". Утворили 8 постійних комісій, зокрема:
Постійна комісія мандатна, з питань депутатської етики, діяльності Рад і самоврядування  у складі:
| Голова комісії                |                                                                                            |
| Ховрат Іван Олександрович     | депутат по виборчому округу №40, голова Буринської районної Ради                           |
| Члени комісії:                |                                                                                            |
| Березін Микола Якович         | депутат по виборчому округу №54, голова Тростянецької районної Ради                        |
| Іванова Неллі Юхимівна        | депутат по виборчому округу №2, завідуюча організаційним відділом Сумського міськвиконкому |
| Кохтенко Леонід Іванович      | депутат по виборчому округу №27, голова правління КСП «Мирний» Білопільського району       |
| Поляков Євгеній Іванович      | депутат по виборчому округу №33, голова правління КСП «Прогрес» Сумського району           |
| Радченко Микола Григорович    | депутат по виборчому округу №4, токар ВО «Хімпром»                                         |
| Чумаченко Анатолій Григорович | депутат по виборчому округу №, голова Глухівської районної Ради                            |

Постійна комісія з питань охорони здоров’я і соціального захисту населення у складі:
| Голова комісії                  | |
| Павлюк Петро Олексійович        | депутат по виборчому округу №26, головний лікар Білопільської райлікарні                                |
| Члени комісії:                  | |
| Вініченко Олександр Олексійович | депутат по виборчому округу №1, головний лікар центральної міської лікарні м. Суми                      |
| Гуков Валерій Тихонович         | депутат по виборчому округу №48, завідуючий відділом соціального захисту населення Путивльського району |
| Мельник Раїса Григорівна        | депутат по виборчому округу №10, технік-конструктор ВО ім.Фрунзе                                        |
| Капінос Віктор Никифорович      | депутат по виборчому округу №40, зав. хірургічним відділенням Кролевецької центральної районної лікарні |
| Колеснікова Таїсія Дмитрівна    | депутат по виборчому округу №25, заступник головного лікаря Шосткинської райлікарні                     |
| Нікітіна Людмила Іванівна       | депутат по виборчому округу №23, керуюча справами виконкому Шосткинської міської Ради                   |

Постійна комісія з питань молоді, науки, освіти, культури та засобів массової інформації у складі:
| Голова комісії                 |                                                                                                   |
| Ковальов Ігор Олександрович    | депутат по виборчому округу №5, ректор Сумського державного університету                          |
| Члени комісії:                 |                                                                                                   |
| Жидов Віктор Костянтинович     | депутат по виборчому округу №12, військовий керівник Глухівського політехнікуму                   |
| Іваній Володимир Степанович    | депутат по виборчому округу №9, проректор по навчальній роботі Сумського державного університету  |
| Коваленко Ольга Олегівна       | депутат по виборчому округу №3, викладач Сумського машинобудівельного технікуму                   |
| Маслак Микола Михайлович       | депутат по виборчому округу №44, заступник директора ВПУ-41, смт. Недригайлів                     |
| Мірошниченко Віктор Григорович | депутат по виборчому округу №31, директор Правдинської школи-інтернату Великописарівського району |
| Резнік Олександр Григорович    | депутат по виборчому округу №14, заступник редактора газети «Конотопський край»                   |
| Тропін Володимир Ілліч         | депутат по виборчому округу №6, доцент Сумського державного університету                          |

Постійна комісія з питань планування, бюджету, фінансів, банківської діяльності, ринкових реформ і управління комунальною власністю у складі:
| Голова комісії                  |                                                                                       |
| Павлик Володимир Анатолійович   | депутат по виборчому округу №8, директор Українського промислового концерну «Газпром» |
| Члени комісії:                  |                                                                                       |
| Забара Микола Григорович        | депутат по виборчому округу №37, голова Краснопільської районної Ради                 |
| Кліпіков Валерій Васильович     | депутат по виборчому округу №56, директор Півненківського цукрокомбінату              |
| Лісняк Валентин Григорович      | депутат по виборчому округу №60, заступник голови виконкому Свеської селищної Ради    |
| Лісовий Олександр Васильович    | депутат по виборчому округу №30, начальник фінансового управління області             |
| Нестеренко Олександр Григорович | депутат по виборчому округу №19, голова Охтирської міської Ради                       |
| Рішняк Іван Миколайович         | депутат по виборчому округу №49, представник Президента у Роменському районі          |

Постійна комісія з питань промисловості, транспорту, зв’язку і паливно-енергетичного комплексу та охорони навколишнього середовища у складі:
| Голова комісії                 | |
| Лаврик Микола Іванович         | депутат по виборчому округу №20, директор Роменського взуттєвого підприємства «Талан»                        |
| Члени комісії:                 | |
| Борисов Сергій Анатолійович    | депутат по виборчому округу №15, начальник відділу інституту «Автоматвуглерудпром» , НВО «Червоний металіст» |
| Нестеров Евген Михайлович      | депутат по виборчому округу №34, начальник виробничого об’єднання «Сумигаз»                                  |
| Приходько Анатолій Олексійович | депутат по виборчому округу №28, генеральний директор об’єднання «Сумиспирткрохмальпром»                     |
| Рапій Роман Костянтинович      | депутат по виборчому округу №18, начальник Охтирського нафтогазодобувного управління                         |
| Юрченко Юрій Володимирович     | депутат по виборчому округу №21, директор АТП №15948, м. Ромни                                               |
| Тересов Володимир Іванович     | депутат по виборчому округу №17, колишній голова Лебединської міської Ради                                   |

Постійна комісія з питань агропромислового комплексу, соціального розвитку села у складі:
| Голова комісії                  | |
| Фесенко Василь Михайлович       | депутат по виборчому округу №59, голова Ямпільської районної Ради                                        |
| Члени комісії:                  | |
| Біловол Олексій Володимирович   | депутат по виборчому округу № 51, голова Роменської районної Ради                                        |
| Безрученко Алім Олексійович     | депутат по виборчому округу №58, директор Воронізького цукрозаводу                                       |
| Гуленок Валентин Петрович       | депутат по виборчому округу №52 , начальник управління сільського господарства Середино-Будського району |
| Кравцов Борис Олександрович     | депутат по виборчому округу №41, головний агроном Маловисторопського радгосп-технікуму ім. Рибалко       |
| Петрусенко Анатолій Миколайович | депутат по виборчому округу №39, голова Кролевецької районної Ради                                       |
| Швачич Віктор Іванович          | депутат по виборчому округу №38, голова КСП «Вікторія» Краснопільського району                           |

Постійна комісія з питань будівництва, житлово-комунального господарства в складі:
| Голова комісії                 | |
| Петренко Володимир Сергійович  | депутат по виборчому округу №7, директор виробничо-науково впроваджувальної фірми «Інтелект»                     |
| Члени комісії:                 | |
| Василенко Григорій Миколайович | депутат по виборчому округу №16, голова Конотопської міської Ради                                                |
| Грищенко Микола Андрійович     | депутат по виборчому округу №42, голова Лебединської районної Ради народних депутатів                            |
| Деркач Микола Андрійович       | депутат по виборчому округу №11, голова Глухівської міської Ради                                                 |
| Картавий Олексій Олексійович   | депутат по виборчому округу №35, голова колгоспу-асоціації «Мрія» Конотопського району                           |
| Чернієнко Владислав Вікторович | депутат по виборчому округу №13, заступник головного інженера Конотопського відділку Південно-західної залізниці |
| Черненко Олексій Дмитрович     | депутат по виборчому округу №53, голова КСП «Нива» Сумського району                                              |

Постійна комісія з питань законності, правопорядку і територіального устрою у складі:
| Голова комісії                  | |
| Ященко Василь Андрійович        | депутат по виборчому округу №45, представник Президента У Недригайлівському районі                     |
| Члени комісії:                  | |
| Доленко Іван Павлович           | депутат по виборчому округу №43, начальник управління сільського господарства Липоводолинського району |
| Ільїн Микола Іванович           | депутат по виборчому округу №32 , начальник відділу внутрішніх справ Великописарівського району        |
| Івах Олексій Михайлович         | депутат по виборчому округу №46, директор радгоспу «Авангард» Охтирського району                       |
| Ситник Юрій Володимирович       | депутат по виборчому округу №47, голова Охтирської районної Ради народних депутатів                    |
| Сосєдський Володимир Васильович | депутат по виборчому округу №55, голова КСП «Маяк» Сумського району                                    |
| Шишканов Анатолій Петрович      | депутат по виборчому округу №36, голова Конотопської районної Ради народних депутатів                  |